# Friederike Wohlers Armas

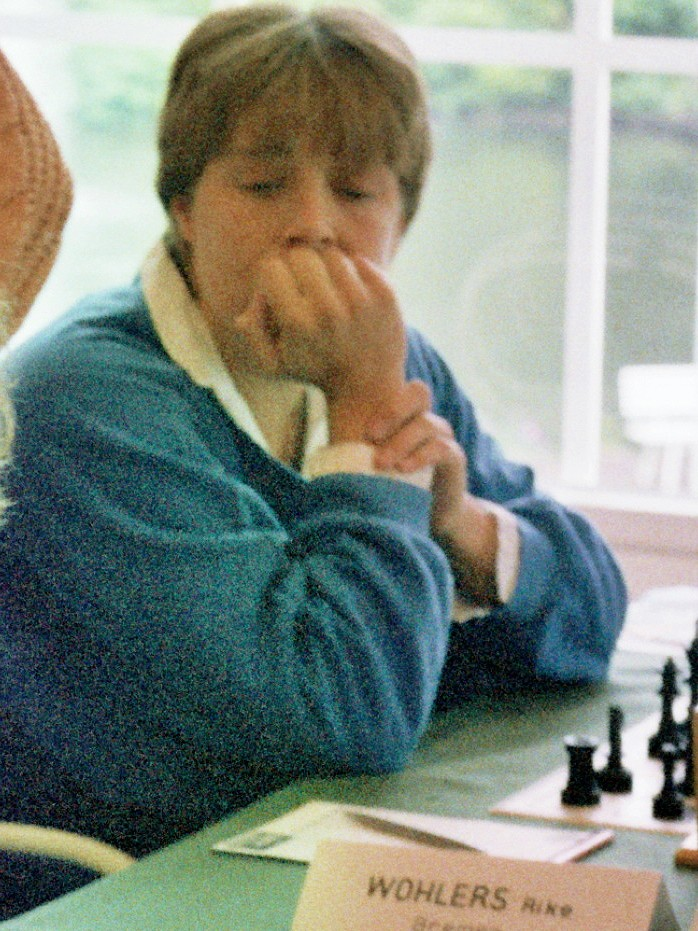
Rike Wohlers, Bad Lauterberg 1987

Friederike Wohlers Armas (5 juli 1962) is een Franse schaakster met een FIDE-rating van 2026 in 2015. Zij is een damesmeester (WIM).  
In augustus 2005 speelde zij mee in het toernooi om het kampioenschap van Frankrijk en eindigde ze met 4 punten op de negende plaats.